# Кальміуська паланка

Реконструкція герба Кальміуської паланки

Кальміуська паланка (рідше — Єланчицька, Бердовська паланка) — адміністративно-територіальна одиниця на південному сході Війська Запорозького Низового періоду Нової Січі у 1739–1775 рр. Паланка займала територію у межах сучасних Донецької, Луганської, Запорізької та Дніпропетровської областей України.
Центром паланки було селище біля самого гирла Кальміусу при впадінні в Азовське море, де колись була паланка Домаха, а 1779 року збудоване місто Маріуполь.

## Географія
Паланка була розташована між Вовчою, Кальміусом та Азовським морем, у майбутніх межах Олександрівського, Бахмутського й Маріупольського повітів.
Козацькі села, слободи, хутори, зимівники, «уходи» цієї паланки були також у басейні річок Міус, Сухий Яланчик, Берда (усі басейну Азовського моря) та інших, в урочищах Зайцева Балка, Підгоринь, Клеповата Балка, Добова та інших.

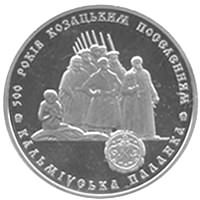
Монета України «500 років козацьким поселенням. Кальміуська паланка»

### Поселення Кальміуської паланки
У гирлі річки Кальміус на місці сучасного міста Маріуполь був центр паланки — фортеця Домаха, — тут знаходилися адміністрація, суд, торгові крамниці та ремісничі майстерні, дерев'яна церква (оновлена 1754) на честь св. Миколая Мір Лікійського чудотворця. 1767 церква була перевезена в с. Кам'янка напроти Нового Кодака (нині на території м. Дніпро), а на її місці поставлено кам'яний храм. У гирлі річки Міус була каплиця (відомості датовані 1769).
Станом на кінець XVIII ст. територія паланки налічувала 61 зимівник (1775 р.), де проживали 674 козака (1762 р.)
У паланці було відомо два села:
- Ясенувате (сучасне селище Ясинівка Донецької області)
- Макарове (сучасне село Макарів Яр Сорокинського району Луганської області)[1][2]

## Устрій
Існувала паланочна символіка, що відображалася на паланочних печатках. На чолі паланки стояла старшина, яку комплектували під час виборів у Запорозькій Січі. Від середини XVIII ст. вона призначалася почергово по куренях з-поміж заслужених козаків; до її складу входили полковник, суддя, писар, осавул, шафар, можливо, хорунжий та деякі інші посадовці.
На підставі матеріалів архіву Запорозького Коша вдалося установити, що полковниками Кальміуської паланки в 1740–1770 рр. були:
- Василь Кишенський (1743–1745),
- Андрій Чорний (1746),
- Марко Ус (1747),
- Григорій Якимів (1748),
- Чуб (1753),
- Андрій Порохня (1753–1754),
- Петро Ногай (1755),
- Григорій Гаркуша (1756),
- Василь Магро (1756),
- Павло Ногай (1756–1757),
- Андрій Вербицький (1758-1761),
- Кузьма Чорний (1762),
- Лаврін Череда (1763),
- Степан Чуб (1764),
- Лаврін Глоба (1765),
- Іван Засуха (1767),
- Іван Череда (1768),
- Сидір Чалий (1769),
- Олекса Сокур (1770),
- Петро Велигура (1772–1774).

Писарі паланки: 
- Олексій Петруша (1745),
- Д.Малиновський (1754),
- Йосип Іванович Сербинів (1756-1759),
- Г.Швидкий (1761-1762).

Міуський отаман - С.Красій.
Серед єланецьких полковників згадуються 
- в 1743 р. Павло Таран,
- у 1744 р. Осип Баран,
- у 1746 р. Леонтій Таран.

Останні приклади переконують, що на початку 1740-х рр. поруч з Кальміуською паланкою існувала й Єланицька на схід від Кальміусу.
Кальміуська паланка, як й інші паланки, мала господарське та військове призначення. Вона була одним із центрів освоєння та заселення Північного Приазов'я, особливо активно розвивалися тут мисливський та риболовецький промисли (на річках та на Азовському морі), торгівля сіллю та скотарство, а в останній період існування Січі — також хліборобство, городництво й ремесло.
При паланці стояли гарнізони січовиків із різних куренів, які охороняли кордони від ординських нападів, хоча досить частими були й конфлікти з Військом Донським.

## До виникнення паланки
Паланковий устрій запорозьких земель після виходу у світ фундаментальної праці Д. І. Яворницького не був предметом спеціальних досліджень, хоча деякі його питання висвітлювалися в радянській історіографії. Кальміуська паланка являла собою східну околицю запорозьких земель і досі в літературі немає єдиної думки не лише в питаннях часу її виникнення, але й території, котра їй належала, та ходу її освоєння. Суттєвий внесок у висвітлення цих питань доклав донецький вчений-історик, д.і.н., професор Пірко В.О.

### XIII–XV сторіччя
Після походів Батия в Європу Степова Україна була включена до складу створеної ним на завойованих землях монгольської держави під назвою Золота Орда. Оскільки монголо-татари, які переважно займалися скотарством, здебільшого зосереджувалися в приморській зоні, то за майже обезлюднілими степами Східної Європи на довгий час закріпилася назва «Дике поле». Якщо монголо-татари використовували його здебільшого для випасу худоби, особливо в посушливі роки, та для мисливства, то населення сусідніх держав на перших порах займалося тут відхідництвом. Українська людність — переважно рибальством, мисливством та соляним промислом.
Особливо посилився приток українців в Причорномор'я наприкінці XIV — в XV ст., у зв'язку з інкорпорацією українських земель Великим князівством Литовським. На півдні кордони Литовської держави від Поділля по Дністру проходили до Чорного моря, його північним узбережжям до Дніпра, а відтак Дніпром до впадіння в нього р. Конки (Кінські Води), по ній до її витоків, далі по Приазовській височині виходили на Ізюмську переправу, де зустрічались з південно-західними кордонами Московського князівства. Щоб захистити південні рубежі від зовнішньої агресії Литва на рубежі XIV–XV ст. зводить укріплені міста, розміщає в них військові гарнізони, що, звичайно, сприяло притоку в ці місця українського населення. Тому не дивно, що до того часу й відносяться перші згадки про козаків, під якими в українській традиції розуміли промисловців, вільних від феодала людей, а з кінця XV ст. — воїнів, захисників південних кордонів.
Розпад Золотої Орди в XV ст. призвів до створення на її руїнах окремих держав, у тому числі й південного сусіда Литви — Кримського ханства. З переходом Криму наприкінці XV ст. під протекторат Османської імперії виникла загроза нападів кримських феодалів на українські землі.
Не маючи достатньо сил, щоб захистити їх від постійної небезпеки, Польсько-Литовська держава сприяла міграції українців на південь та збільшенню чисельності козацьких загонів, яких вона розглядала як захисників південних кордонів. Тому й не дивно, що на кінець XV — початок XVI ст. припадає чимало згадок про сміливі напади козаків на турецько-татарські чамбули на шляхах, що вели з Криму на Україну та в Московську державу.

### XVI–XVII сторіччя
Через Північне Приазов'я в межі України й Московської держави вів з Криму Муравський шлях («сакма») з його Ізюмським і Кальміуським відгалуженнями. Це й визначило значною мірою зосередження козаків на цій території.
Уже на початку XVI ст. в Подінців'ї діяли козацькі загони. Путивльський воєвода Троєкуров у 1546 р. повідомляв у Москву, що «нині… на Полі козаків багато: і черкасьців, і киян, і твоїх государевих; вийшли… на поле із усіх окраїн». Щоб попередити раптові напади татар на південні повіти Московії, уже з 1520-х рр. московський уряд залучав їх до так званої сторожової служби, що доходила до Сіверського Дінця і зобов'язана була стежити за його переправами, повідомляючи порубіжним воєводам про пересування татар і їх наміри.
Помітно активізувалася діяльність козацьких загонів в Подінців'ї з середини XVI ст., з часу створення Війська Донського та походів козаків під орудою Дмитра Вишневецького (який деякий час з запорозькими козаками перебував на службі у московського царя) на Азов і Північний Кавказ.
З того часу наявні постійні згадки про козаків у середньому Подінців'ї. Є підстави вважати, що вони пов'язані з розвитком соляних промислів на Торі, бо місцеві соляні джерела, згідно з достовірними повідомленнями забезпечували сіллю не лише мешканців Лівобережної України під час загострення кримсько-українських стосунків, але й південних повітів Московської держави.
За даними джерел першої половини XVII ст. на Тор за сіллю приїжджали одночасно до 500 чумаків. Тому недивно, що напередодні повстання Хмельницького в цьому районі діяли козацькі загони, які нараховували по декілька тисяч козаків. Так, у загоні С. Забузького, який під Пилявцями зрадив Б.Хмельницького й перейшов на бік поляків, нараховувалось до 2 тис. козаків.
Під контролем козацьких загонів перебував весь район від Ізюмського перевозу до Дону, про що свідчить універсал Богдана Хмельницького від 15 січня 1655 р. Через цю територію також проходили шляхи, якими запорозькі козаки з Січі добиралися на Дон, а донські — на Запоріжжя.
Ці контакти запорозьких і донських козаків особливо посилились у першій половині XVII ст., в час спільних дій запорозьких і донських козаків проти Кримського ханства та основної турецької бази в Приазов'ї м. Азак (Азов), яке було взяте ними в 1637 р. й перебувало в їх руках до 1642 р. (дослідники підкреслюють, що запорожці відіграли вирішальну роль у цій спільній операції).
Деколи, у зв'язку із блокуванням турецьким флотом гирла Дніпра, запорозькі козаки для спільних з дончаками морських походів використовували потайний вихід у Чорне море на чайках через Самару, Вовчу і Кальміус, і поверталися цим шляхом назад. Тому недивно, що на початку XVII ст. при гирлі Кальміусу на місці венеціансько-генуезького поселення Адомахи запорожці побудували своє укріплення Домаху, а вздовж шляху завели пікети та зимівники. Найбільше їх зосереджувалось при витоках Кальміуса та Вовчої.
На початку XVIII ст. з Кальміусу постачали городину та тваринницьку продукцію до новозбудованого міста Бахмута, щоб обміняти її там на сіль.
Господарське освоєння Середнього Подінців'я особливо активізувалося в другій половині XVII ст., у зв'язку з масовим переходом українського населення з Правобережної України на Лівобережну й заселенням межиріччя Сіверського Дінця й Дону та утворенням на цій території Охтирського, Харківського, Сумського, Рибінського (Острогозького), а з 1685 р. Ізюмського слобідських полків. До останнього відійшли збудовані в другій половині XVII ст. в межиріччі Дінця й Тору міста Маяки, Соляне (Тор), Городок (Райгород), а з 1704 р. й Бахмут. Усі згадані містечка стали сотенними центрами Ізюмського полку.

### XVIII сторіччя
Зі сходу в Подінців'я просувались і донські козаки, що призвело до суперечок між ними та слобідськими козаками за Бахмутські соляні промисли в 1702–1703 рр.
Оскільки переважну більшість населення новозбудованого м. Бахмут становили українці, то Петро І в жовтні 1704 р. розпорядився зарахувати його до Слобідської України, а соляні промисли відписати на казну. Це рішення послужило поштовхом до повстання донських козаків під керівництвом отамана бахмутських солеварів К. Булавіна, в якому взяли участь і запорожці.
Розгром царськими військами повстання К.Булавіна та Старої Січі в 1709 р., за перехід разом з гетьманом Іваном Мазепою на бік шведського короля Карла XII, а також поразка Петра І у війні з Туреччиною при р. Пруті призвели не лише до змін у ставленні царського уряду до донського й запорозького козацтва, але й територіально-адміністративних змін у регіоні.
Наприкінці 1708 р. була створена Азовська губернія, до якої була приєднана значна частина території Ізюмського полку, зокрема міста Бахмут, Тор, Маяки, Райгородок з прилеглими до них землями, що склали Бахмутський повіт, призваний зміцнити вплив царської влади в регіоні.
Однак поразка царських військ при Пруті змусила Петра І не тільки повернути Туреччині здобутий в 1696 р. Росією Азов, але й значну частину Північного Приазов'я.
Згідно з Прутським, Адріанопольським і Константинопольським договорами (1711,1712,1720 рр.) кордон між двома державами з Дону й Темерника проходив на витоки Тузлова, звідкіля на Міус і Кринку, а з неї по Азовсько-Донецькому вододілу до Залізної балки на Кривому Торці. Перейшовши його, лівим боком виходив на витоки Сухого Торця та в межиріччя Орелі й Самари, по Самарсько-Орельському вододілу до Дніпра. Територія на північний схід від російсько-турецького кордону складала Бахмутський повіт, а на південний захід — землі Війська Запорозького, що опинилось під владою Туреччини (Олешківська Січ).
Оскільки царський уряд під страхом смертної кари заборонив запорожцям будь-які стосунки з гетьманськими й слобідськими козаками та Доном, то вони все більше концентрували свої зусилля на освоєнні Північного Приазов'я. До того часу належать згадки про рибні промисли запорожців не лише на північному узбережжі Азовського моря, але й Єйській косі, широку торгівлю рибою, сіллю з Правобережною Україною й Галичиною. Це сприяло збільшенню чисельності населення в регіоні, розширенню старих й появі нових зимівників, розвиткові Кальміуської слободи при Домасі.
Під тиском міжнародних обставин, що склалися напередодні нової російсько-турецької війни, царський уряд вимушений був погодитися на повернення низових запорожців на освоєні ними землі. Умови, на яких запорожці погодились повернутися на старі місця, були скріплені підписами обох сторін під договором, укладеним влітку 1734 р. в місті Лубни.

## Виникнення паланки

### Початкова територія
Після повернення на старі місця, запорожці приступили до їх впорядкування та заселення.
Вся територія запорозьких вольностей була поділена на паланки (повіти, округи). Дві з них (Бугогардівська та Кодацька) знаходились на захід від Дніпра, а Орельська, Самарська і Кальміуська — на схід.
Є всі підстави вважати, що саме в період перебування під протекторатом Криму й Туреччини почалось формування Прогноївської паланки, назва якої походить від соляних прогноїв (озер) на узбережжі Чорного й Азовського морів.
Однак її кордони, як і Кальміуської, на перших порах не мали чіткого визначення.
Фактично південні кордони цих паланок визначалися російсько-турецьким договором, підписаним у Белграді в 1739 р., тобто після завершення війни 1735–1739 рр. Остаточне розмежування території між Росією і Туреччиною відбулося в 1742 р.
Від м. Азова до Міуського лиману кордон проходив берегом Азовського моря, від Міуського лиману прямою лінією до впадіння р. Каратиш в Берду, по ній виходив на Конку, останньою — до Дніпра, Дніпром — до його правої притоки — річки Кам'янки, а від неї — через степ до Південного Бугу, нижче запорозького Гарду.

### Зміни території
Особливо великих змін зазнали східні кордони Кальміуської паланки. Викликані вони були не тільки розширенням створеного в 1708 р. Бахмутського повіту Азовської, а після її ліквідації, Воронезької губернії, але й подальшим розселенням, особливо під час російсько-турецької війни 1735–1739 рр., в Приазов'ї донських козаків.
Підтримувані царським урядом заходи донських козаків в освоєнні Північного Приазов'я призвели до частих сутичок між ними й запорожцями, зокрема за узбережжя Азовського моря на схід від Кальміусу, де в першій половині 40-х рр. знаходилась Єланецька паланка. Уряд створив у 1743 р. спеціальну комісію, на яку поклав обов'язки детально вивчити причини цих суперечок і провести розмежування земель Війська Донського і Запорозького. Після трирічної роботи комісії сенатським указом 1746 р. кордон між двома козацькими вольницями встановлювався по р. Кальміус та її лівій притоці Грузьській.
Це рішення царського уряду не влаштовувало керівництво Кальміуської паланки, чим можна пояснити чимало інцидентів які мали місце між донцями й запорожцями до кінця існування Нової Січі (1734–1775 рр.). В Архіві Запорозького коша найбільше цих сутичок зафіксовано на початку 40-х рр., за часів кальміуського полковника Кішенського. Здебільшого приводом до них служили напади донських козаків на рибні промисли, що належали запорожцям на захід від Міуського лиману до Бердянської коси, та соляні соляні озера на ній. Рибні та соляні промисли приносили чималі прибутки паланковій адміністрації, якій промисловці сплачували певні суми, а приїжджі купці відповідне мито, не говорячи про доставку в Приазов'я потрібних місцевому населенню різних товарів, у тому числі й продуктів, яких тут бракувало.
Північна межа Кальміуської паланки проходила по р. Вовчій, якою вона відділялася від Самарської паланки. На заході вона простягалась до Дніпра і межувала з Кодацькою.
Загалом за площею Кальміуська паланка перевершувала інші, однак щодо чисельності поселень, то вона займала четверте місце.
Чи не найбільш багатолюдною на заході була слобода Миколаївка-Рудева (нині с. Миколаївка Павлоградського району). В 1739 р. вона була заснована козаком Миколою Петровичем Рудим, який поселив у ній 426 чоловік, звільнених з татарського полону. Під час останнього нападу кримської орди, восени 1768 р., слобода була зруйнована татарами дотла, але через 10 років у ній проживало вже 323 чоловіки та 310 жінок.
На сході чисельністю населення відзначалися слободи Ясинувата і Макарівська, що знаходились при витоках Кривого Торця.
Дехто вважає, що під кінець існування Нової Січі остання стала центром однойменної паланки, що стало наслідком подальшого росту чисельності населення.
Згідно з підрахунками А. Бойко, крім слобод, у паланці налічувалося не менше 300 зимівників. Найбільше їх знаходилось при витоках Кальміусу та Кривого Торця, по берегах р. Вовчої. Доказом цього може служити найбільша кількість сіл і слобод, що виникли по берегах цих річок після зруйнування царськими військами Січі та масової роздачі запорозьких земель в 1776–1782 рр.
В період Нової Січі населення на Запоріжжя приходило не лише з Гетьманщини й Слобідської України, але й з Правобережжя. Активне заселення східних окраїн запорозьких земель в середині XVIII ст. призвело до зіткнень не тільки з донськими козаками, але й з адміністрацією Бахмутської провінції, особливо це проявилось за полковника Грицька Гаркуші.

### Адміністративний центр

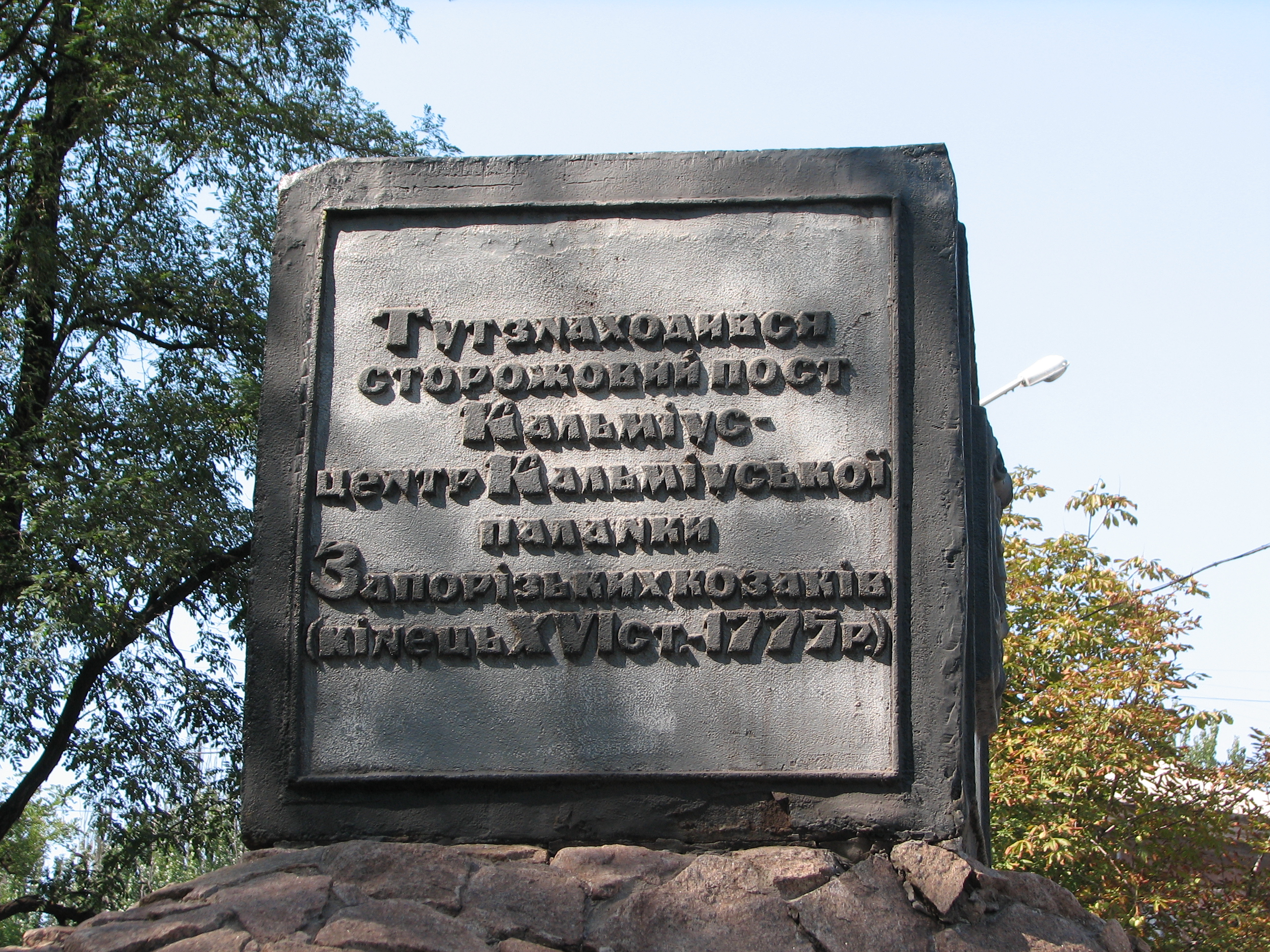
Пам'ятний знак на честь 500-річчя Кальміуської паланки Війська Запорозького у Маріуполі.

З початку 40-х рр. XVIII ст. центром паланки виступає Кальміуська слобода. На кінець 60-х рр. вона представляла велике поселення, яке у зв'язку з загрозою нападу кримської орди наприкінці 1768 р. кіш вирішив перевести на Самару. Однак жителі слободи, скаржачись на дефіцит кормів для худоби, що підкреслює поширення скотарства в цьому регіоні, відмовлялися переселятися на Самару, хоча адміністрація паланки на чолі з полковником Сидором Чалим переїхала на Самару й перевезла туди Свято-Миколаївську церкву.
Проте поява в 1769 р. чотирьох слобод на Міусі дає підстави вважати, що частина мешканців Кальміуськоі слободи залишилась на місці і під натиском орди подалася на схід, поселившись поблизу відновлюваної Троїцької фортеці (Таганрогу).
З Самари паланкова адміністрація на Кальміус повернулася в 1771 р. Кальміуським полковником кіш призначив Петра Велігуру, який енергійно взявся за відновлення Кальміуської слободи. До неї була перевезена й церква. Уже в 1771 р. в ній згадується млин.
Академік Гільденштедт, який восени 1773 р. проїжджав через Кальміус, зазначав, що в «форпості» на Кальміусі сидів полковник з 200 козаками10. Архівні документи дають підстави стверджувати, що при полковникові були осавул і писар та три їх заступники (сердюк, підосавул і підписар). Великий знавець запорозького козацтва Д.Яворницький писав, що паланкову адміністрацію складали «три пани і три підпанки».
Зовнішньою ознакою достоїнства паланкового полковника був пернач, який він носив за поясом і міг ним до смерті побити козака, який провинився.
Для ствердження документів, що виходили з-під пера паланкового писаря, використовувалася паланкова печатка.
В полі печатки 1754-1769 років - ренесансовий щит, на якому перехрещено шаблю і стрілу вістрями додолу; над щитом забороло під шоломовою короною, навколо щита намет; в правому горішньому куті літера: К, в лівому горішньому куті літера: П, здолу літери: П + П.. Печатка кругла, розмір 23 мм.
В полі печатки 1768 року стріла була замінена на спис.
Все це свідчить, що в період Нової Січі функціонувала чітка структура як військової, так і адміністративної влади, яка турбувалася не лише про захист запорозьких «вольностей», але й про господарське їх освоєння.

### Розподіл території на користь Війська Донського

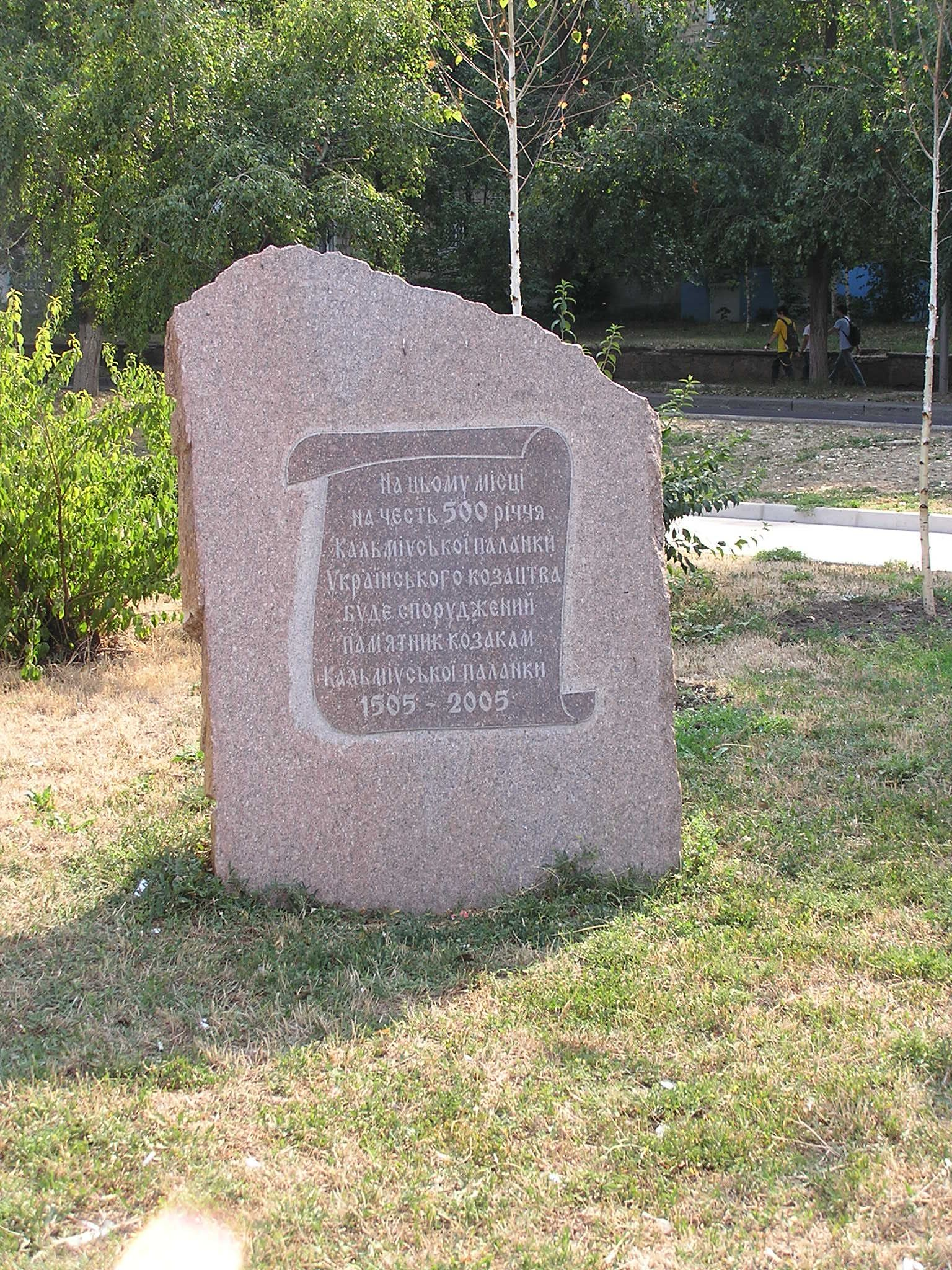
Пам'ятний знак на честь 500-річчя Кальміуської паланки Війська Запорозького у місті Донецьку.

Указом російського уряду від 30 квітня 1746 межі територій Кальміуської паланки й Вольностей Війська Запорозького низового були змінені: землі від р. Кальміус до р. Дон, а також морські коси (Білосарайська, Безіменна, Крива, Єланчицька, Біглицька), де знаходилися цінні рибальські промисли і через які виникали конфлікти між Військом Запорозьким та Військом Донським, були виведені з підпорядкування Запорозької Січі.
| Указ «О назначении пограничной межи между землями запорожцев и донских казаков», принятый Правительствующим Сенатом 30 апреля 1746 года: «Правительствующий Сенат приказали: понеже как от Запорожцев, так и Донского войска на спорные места, кому они принадлежат, никаких письменных документов нет, как из рапорта подп. Бильса явствует, не объявлено, а на сказках от обеих сторон сторожилов, старшины и казаков утвердиться невозможно, того ради, дабы впредь у них, Запорожцев с Донскими казаками, никаких уже споров и ссор не происходило, ввесть им ныне во владение земли и реки и лесные угодья и велеть владеть, а именно: Запорожцам от Днепра, рекою Самарою, Волчьими Водами, Бердою, Колчиком и Калмиусом и прочими в них речками и надлежащими к тем рекам косами и балками и всякими угодьями, по прежнюю 1714 года границу, которые к последнему с Портою Оттаманскою разграничению оставлены в стороне Российской империи. А от Калмиуса Еланчиком, Кринкою, Миусом, Темер-ником до р. Дону и всеми (впадающими) в них речками, балками и косами, и оных вершинами и всякими угодьями, состоящих по оном же разграничению, владеть Донским казакам И для того быть между ними, Запорожцами и Донскими казаками, упомянутой речке Калмиусом границей, а от вершины оной, прямою чертою сташе, до прежней 1714 г. России с Портой Оттоманской границы учинить прямую межу и поставить грани.» [12] |

### Ліквідація Січі
У 1769 р. під час російсько — турецької війни (1768–1774 рр.) кримські татари здійснили напад на територію Кальміуської паланки, зруйнувавши всі зимівники та охоронні укріплення. Після цих подій російський уряд, не чекаючи закінчення війни з Туреччиною, у 1770 р. ухвалив рішення про перенесення частини кордону з Кримським ханством далі на двісті кілометрів з берегів р. Сіверський Донець до берегів Берди та Конки.
Таким чином, більша частина території Українського Приазов'я, як і Кальміуська паланка, опинилися у складі Російської імперії.
Попри те, що в роки російсько-турецької війни 1768–1774 рр. запорожці, очолювані Петром Калнишевським, надали велику допомогу російській армії, за що в 1772 р. останній отаман із старшиною отримали високі імперські нагороди, після успішного закінчення війни і переходу Криму за умовами Кючук-Кайнарджійського мирного договору під протекторат Росії, Запорозька Січ стала непотрібною.
Як свідчить маніфест Катерини II, з яким вона звернулася до народів Росії з приводу зруйнування Січі, козаки звинувачувалися в таких «преступлениях» проти імперії:

1. Вимагали закріплення за ними здавна вживаних ними земель;
2. На цих землях вони селили втікачів з різних місць, збільшуючи таким чином чисельність населення в межах своїх «вольностей»;
3. Цим вони завдали шкоди на декілька— сот тисяч карбованців поміщикам створеної фактично на запорозьких землях в 1765 р. Новоросійської губернії:
4. Самовладно стали привласнювати собі щойно відвойовані в Туреччини землі між Дніпром і Бугом:
5. Стали поширювати свої поселення на землі, що відносились до Війська Донського.

Враховуючи все це,

| мы сочли себя обязанными перед Богом й перед Империею нашею и пред самим вообще человечеством разрушить Сечу Запорожскую и имя казаков от оной заимствованное. Вследствие того 4 июля нашим генерал-порутчиком Текелием с вверенными от нас войсками, занята Сечь Запорожская в совершенном порядке и полной тишине, без всякого от казаков сопротивления, потому что они не инако увидели приближение к ним войск, как уже повсеместно оными окружены были... Возвещая нашим верным и любезным подданным все сии обстоятельства, можем Мы в то же время им объявить, что нет теперь более Сечи Запорожской в политическом ее уродстве, следовательно и казаков сего имени... |
 — підкреслювалось у маніфесті.
І хоча козаки не чинили опору російським військам при зайнятті ними Січі, основна частина кошової старшини була заарештована і відправлена в заслання. Останній кошовий, якому виповнилося 85 років, був зісланий на Соловецькі острови, де і помер у 1803 р.
Частина козаків, не бажаючи здаватися російським військам, по підпільним рукавам Базавлука і Дніпра на чайках досягла Чорного моря, а з нього — Дунаю, де й заснувала Дунайську Січ (їх нащадки ще й сьогодні живуть на території Румунії), а деякі повернулися в 1828 р. в межі Росії і створили в районі нинішнього м. Бердянська Азовське козацтво, яке в 1864 р. царський уряд переселив на Кубань, приєднавши до тих, хто там жив з 1792 р.після переселення туди остатків запорожців, так званого Чорноморського козацтва, створеного урядом під час російсько-турецької війни 1787–1792 рр.
На місці запорозьких земель у тому ж 1775 р. царський уряд створив дві губернії (Новоросійську — на правому березі Дніпра й Азовську — на лівому).

### Подальший розділ
Після зруйнування Січі уряд приступив до роздачі запорозьких земель, найбільше їх було роздано в 1776–1782 рр.
Найбагатолюдніші запорозькі— поселення, при наявності згоди козаків, уряд переводив у розряд державних або військових.
Козацькі зимівники разом з оточуючими їх землями були роздані в першу чергу місцевій адміністрації та військовим, поміщикам центральних російських губерній, що мали тісні зв'язки з царським двором, місцевій козацькій старшині, яка тісно співпрацювала з царським урядом; а частина пустих земель була відведена під оселі охочим поселитися в цьому регіоні.
Великі козацькі поселення по річці Вовчій Андріївка і Олексіївка були перетворені в державні слободи (так вони називаються й сьогодні у Великоновосілківському районі), а на місці запорозьких зимівників при витоках Кальміусу нащадок Ізюмського полковника Євдоким Шидловський організував два села, з яких одне назвав на честь сина — Олександрівкою, а друге за особливістю місцевості — Крутогорівкою (Олександрівка як селище нині входить до складу Київського району м. Донецька, а на території Крутогорівки в основному розмістився Ворошилівський — центральний район міста).
Найменш заселена південна частина Кальміуської паланки була відведена в 1779 р. під поселення греків, що погодились переселитися з Криму до Росії. Заселили греки на чолі з митрополитом Ігнатієм Кальміуську слободу влітку 1780 р. (тому в усіх джерелах кінця XVIII ст. говориться, що Маріуполь засновано в 1780 р., а не, як стверджують більшість краєзнавців, посилаючись на грамоту Катерини II, в 1779 р.). Грекам уряд передав 55 житлових будівель і Свято-Миколаївську церкву запорожців. Останніх перевели на р. Вовчу, де розпочалась розбудова міста Павлограда.
В решті землі Кальміуської паланки увійшли до складу Олександрівського та Павловського повітів (1778) Азовської губернії, а з ліквідацією її у 1783 до новоутвореного Катеринославського намісництва.

## Історична пам'ять. Сьогодення

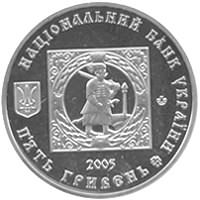
Ювілейна монета НБУ присвячена 500-ліття виникнення українських козацьких поселень на території нинішніх Донецької і Луганської областей, які згодом утворили Кальміуську паланку Війська Запорозького Низового. Аверс.

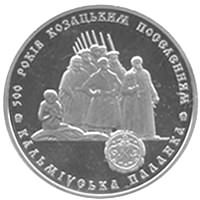
Реверс

Прийняття Верховною Радою УРСР 16 липня 1990 р. Декларації про суверенітет України послужило поштовхом до відновлення в ній козацьких традицій. Переконливим доказом цього стало святкування 500-ліття українського козацтва. Ця подія, що широко відзначалася в межах всієї України, послужила поштовхом до створення громадської організації Кальміуської паланки як складової частини всеукраїнської громадської організації «Українське козацтво».
Важливу роль у цій справі відіграли молодіжне об"єднання "Донецьке історико-етнографічне товариство «Курінь», створене на історичному факультеті Донецького університету (голова Д. Білий) в 1989 р., Донецьке обласне Товариство української мови ім. Т.Г.Шевченка (голова В.Білецький) та обласне відділення РУХу, з ініціативи яких спочатку розпочалось формування Донецької сотні, а відтак наприкінці 1990 р. і Кальміуської паланки. 4 червня 1997 р. обласним управлінням юстиції на Донеччині зареєстровано ще й Азовське Козацьке Військо, отаманом якого обрано В.Задунайського.
Обидві ці громадські організації ведуть роботу по відновленню козацьких традицій на території східного регіону України, звертаючи особливу увагу на виховання молоді в дусі відданості своїй Батьківщині.